# Körperliche Merkmale des Buddha

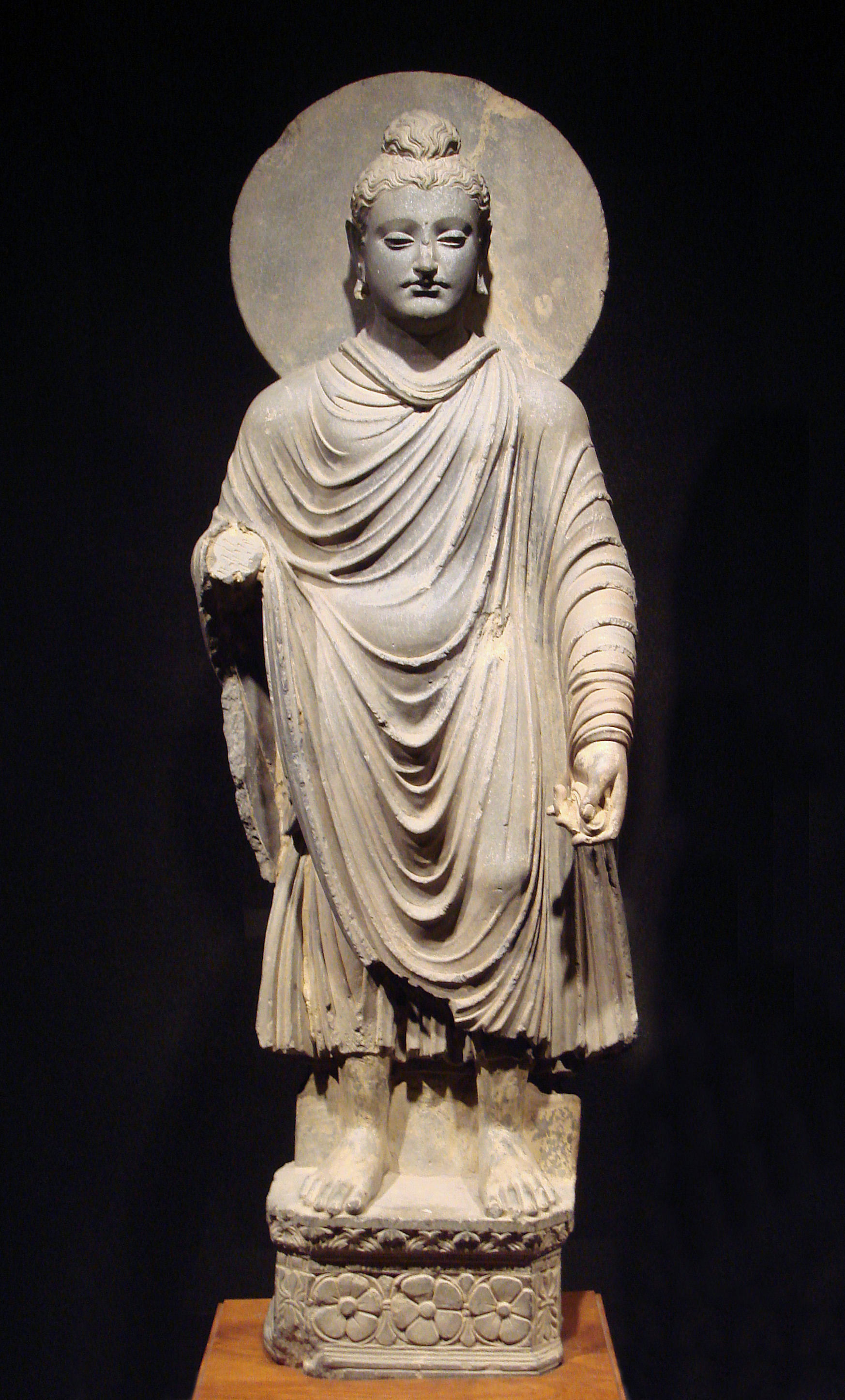
Eine der ersten Darstellungen des Buddha, 5./6. Jahrhundert B.E. graeco-buddhistische Kunst, Gandhara

Die körperlichen Merkmale des Buddha beschreiben das Erscheinungsbild und die Eigenschaften des physischen Körpers des Gautama Buddha.
Vor dem 1. oder 2. Jahrhundert n. Chr. (5. Jahrhundert B.E.) sind keine erhaltenen künstlerischen Darstellungen des Buddha bekannt (siehe Bimaran-Reliquiar oder Kanishka-Reliquiar). Die buddhistische Kunst war bis in diese Zeit anikonisch. Erst danach entstanden die ersten Statuen und Flachreliefs.
Eine Reihe von frühen Lehrreden beschreiben das Aussehen eines Buddha. Sie waren wahrscheinlich die Grundlage für die frühen Darstellungen.  Besonders wichtig sind die im Pali-Kanon beschriebenen „32 Merkmale eines Großen Mannes“, wie sie auch in der Ikonographie der Thailändischen Buddha-Darstellung kodifiziert wurden und praktiziert werden. Die 32 Großen Merkmale werden von 80 Kleineren Merkmalen (Pali: Anubyanjana) ergänzt.
Im Mahayana-Buddhismus einschließlich der Traditionen des esoterischen Buddhismus werden die 32 Großen Merkmale und 80 Kleineren Merkmale als zum Sambhogakaya oder Verdienstkörper eines Buddha zugehörig verstanden. Im Gegensatz dazu wird die physische Form eines Buddhas als ein Nirmāṇakāya oder Transformationskörper angesehen.

## Frühgeschichte
In der anikonischen Frühphase des Buddhismus wurde der Buddha durch Symbole wie einen Fußabdruck, einen leeren Stuhl, ein herrenloses Pferd oder einen Regenschirm dargestellt. Erste Bildnisse des Buddha entstanden ab etwa dem 5. Jahrhundert B.E. in den Regionen Gandhara (dem heutigen Kandahar in Afghanistan) und Mathura.
Viele Statuen und Büsten des Buddha und anderer Bodhisattvas aus dieser Zeit haben einen Schnurrbart.
Im Pali-Kanon wird mit folgenden Worten erwähnt, wie der Buddha sein Streben nach Erleuchtung begann:
„Und ich zog, ihr Mönche, nach einiger Zeit, noch in frischer Blüte, glänzend dunkelhaarig, im Genusse glücklicher Jugend, im ersten Mannesalter, gegen den Wunsch meiner weinenden und klagenden Eltern, mit geschorenem Haar und Barte, mit fahlem Gewande bekleidet, vom Hause fort in die Hauslosigkeit hinaus.“ (MN 26)
Gregory Schopen kommt zu dem Schluss, dass die Anhänger des Mahayana zu dieser Zeit nur eine geringe bis gar keine Rolle bei der Herstellung von Statuen und anderen Darstellungen des Buddha spielten.
Mahayana-Sutras aus dieser Zeit, wie zum Beispiel das Maitreyasiṃhanāda Sūtra, erwähnen die ikonischen Darstellungen nur kritisch, wenn überhaupt. Schopen erklärt, dass Anhänger des Mahayana generell kein Interesse an der Verehrung Buddhas hatten, sondern vielmehr selbst die Buddhaschaft erlangen wollten. Ihre Einstellung zur buddhistischen Praxis sei „zutiefst konservativ.“

## Die 32 Merkmale eines Großen Mannes
Der Buddha soll traditionell jedes der 32 Merkmale eines Großen Mannes (Skt. mahāpuruṣa Laksana) besessen haben. Auch bei den Chakravartin-Königen sollen die 32 Großen Merkmale vorhanden gewesen sein.
In der Längeren Sammlung werden in der „Lehrrede von den Merkmalen“ (Pali: Lakkhana Sutta) (DN 30) die 32 Großen Merkmale aufgezählt und erläutert.
Sie werden auch im Brahmāyu Sutra des Majjhima-Nikāya (MN 91) beschrieben.
Die 32 Großen Merkmale sind:
1. die Fußsohlen eines Buddha sind so weich und eben wie der Brustpanzer einer Schildkröte
2. auf den Handflächen und Füßen zeichnet sich ein Rad mit tausend Speichen ab
3. seine Fersen sind schmal
4. lang und schlank sind die Finger
5. sanft und zart sind Hände und Füße
6. die Bindehaut zwischen Zehen und Fingern ist fein wie ein Netz
7. gewölbt ist der Spann
8. die Beine sind schlank wie bei einer Gazelle
9. stehend kann er, ohne sich zu beugen, mit beiden Handflächen die Knie befühlen und berühren
10. in der Vorhaut verborgen ist das Schamglied
11. gülden leuchtet der Körper, wie Gold erglänzt seine Haut
12. die Haut ist geschmeidig, so geschmeidig, dass kein Staub und Schmutz daran haften bleibt
13. aus jeder Pore wächst nur ein Haar
14. die Körperbehaarung ist flaumartig
15. die Haltung ist erhaben und aufrecht
16. Fußsohlen, Handflächen, Schultern, und Kopf sind wohlgeformt
17. der Bereich unter den Achseln ist gut gefüllt
18. der Oberkörper ist löwenhaft, mit breitem Brustkorb
19. ein Klafter hoch ist sein Wuchs
20. seine Proportionen sind die des Banyan-Baumes: seine Körperlänge entspricht seiner Armweite, seine Armweite entspricht seiner Körperlänge
21. gleichförmig sind die Schultern
22. mächtig sind die Ohrmuscheln
23. das Kinn ist löwenartig
24. die Zähne sind vollständig
25. die Zähne sind gleichmäßig gefügt, nicht auseinanderstehend, glänzend weiß ist das Gebiß
26. strahlend weiß sind die vier Eckzähne
27. lang und breit ist die Zunge
28. tief und klangvoll ist die Stimme
29. die Augen sind tiefblau
30. die Wimpern sind wie bei einem königlichen Stier
31. er hat eine weiße, leuchtende ūrṇā  zwischen den Augenbrauen
32. er hat eine Erhebung auf der Mitte des Kopfes

## Die 80 Kleineren Merkmale

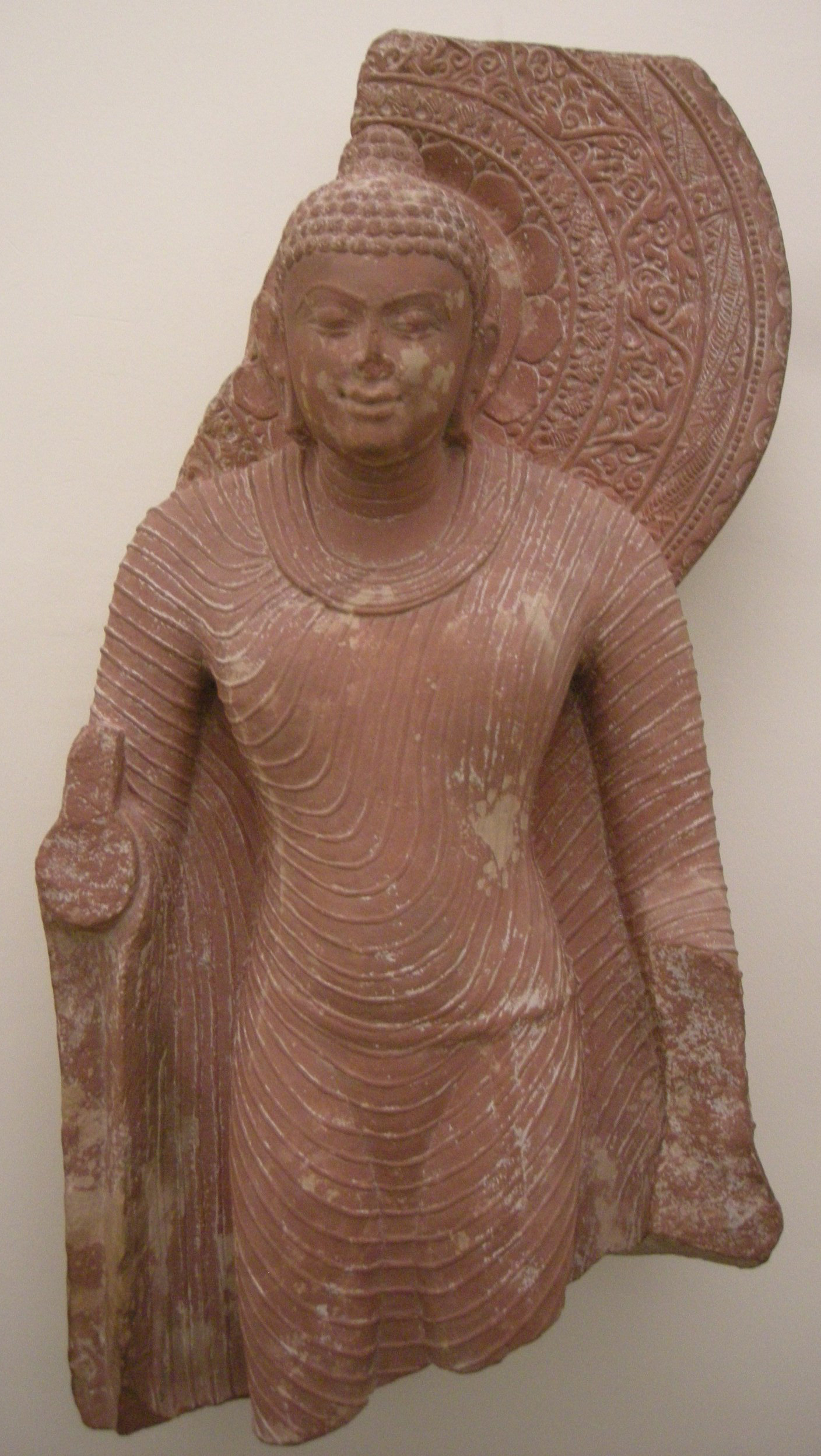
Skulptur des Buddha aus Mathura, Indien. 9. oder 10. Jahrhundert B.E.

Die 80 Kleineren Merkmale des Buddha werden einige Male in den erhaltenen Agamas des chinesischen buddhistischen Kanon aufgezählt.
Nach Guang Xing beziehen sich die 80 Kleineren Merkmale auf die 32 Großen Merkmale und sind somit lediglich eine detailliertere Beschreibung des Erscheinungsbilds des Buddha.
In der Sarvastivadin Abhidharma Mahāvibhāṣa Sastra, wird die Frage nach dem Verhältnis zwischen den Großen und den Kleineren Merkmalen gestellt. Es wird ausgeführt, dass die Kleineren Merkmale zwar die Großen Merkmale begleiten, sich jedoch nicht mit ihnen vermischen, sie sind wie Blumen im Wald, die die Bäume unverwechselbar machen.
Die 80 Kleineren Merkmale wurden sowohl im Mahayana als auch im Theravada übernommen.
In der Pali-Literatur findet man die 80 Kleineren Merkmale im Apadāna und im Milindapanha.
Einige Forscher nehmen an, dass die 80 Kleineren Merkmale eine frühe Entwicklung in der buddhistischen Tradition waren, die vor allem für die Sarvastivada-Schule bedeutsam war.
Die 80 Kleineren Merkmale sind:
1. Er hat schöne Finger und Zehen.
2. Er hat gut proportionierte Finger und Zehen.
3. Er hat röhrenförmige Finger und Zehen.
4. Seine Finger- und Fußnägel haben eine rosige Färbung.
5. Seine Finger- und Fußnägel laufen leicht nach oben.
6. Seine Finger- und Fußnägel sind glatt, gerundet und ohne Grate.
7. Sein Knöchel und Handgelenke sind rund.
8. Seine Füße sind von gleicher Länge.
9. Er hat einen schönen Gang, wie der eines Königs-Elefanten.
10. Er hat einen stattlichen Gang, wie der eines Löwen.
11. Er hat einen schönen Gang, wie der eines Schwans.
12. Er hat einen majestätischen Gang, wie der eines königlichen Ochsen.
13. Sein rechter Fuß führt beim Gehen.
14. Seine Knie haben keine hervorstehenden Kniescheiben.
15. Er hat das Auftreten eines edlen Mannes.
16. Sein Nabel ist ohne Makel.
17. Er hat einen flachen Bauch.
18. Er hat Zeichnungen auf dem Bauch, die im Uhrzeigersinn weisen.
19. Seine Hüften sind abgerundet.
20. Seine beiden Arme sind wie ein Elefantenrüssel geformt.
21. Seine Haut ist dick oder dünn, wie es sein sollte.
22. Seine Haut ist absolut glatt.
23. Sein Körper ist makellos.
24. Sein Körper ist makellos von oben bis unten.
25. Sein Körper ist absolut frei von Verunreinigungen.
26. Er hat keinen spitzen Ellbogen.
27. Er hat eine vorspringende Nase.
28. Seine Nase ist gut proportioniert.
29. Seine Ober- und Unterlippe sind gleich groß und haben eine rosige Färbung.
30. Seine Zähne sind makellos und ohne Zahnbelag.
31. Seine Zähne sind lang wie polierte Muscheln.
32. Seine Zähne sind glatt und ohne Grate.
33. Seine fünf Sinnesorgane sind makellos.
34. Seine vier Eckzähne sind weiß und gerundet.
35. Sein Gesicht ist lang und schön.
36. Seine Wangen sind strahlend.
37. Die Linien auf seinen Handflächen sind tief.
38. Die Linien auf seinen Handflächen sind lang.
39. Die Linien auf seinen Handflächen sind gerade.
40. Die Linien auf den Handflächen haben eine rosige Färbung.
41. Seinen Körper umgibt eine zwei Meter reichende Aura.
42. Seine Wangenhöhlen sind vollständig abgerundet und glatt.

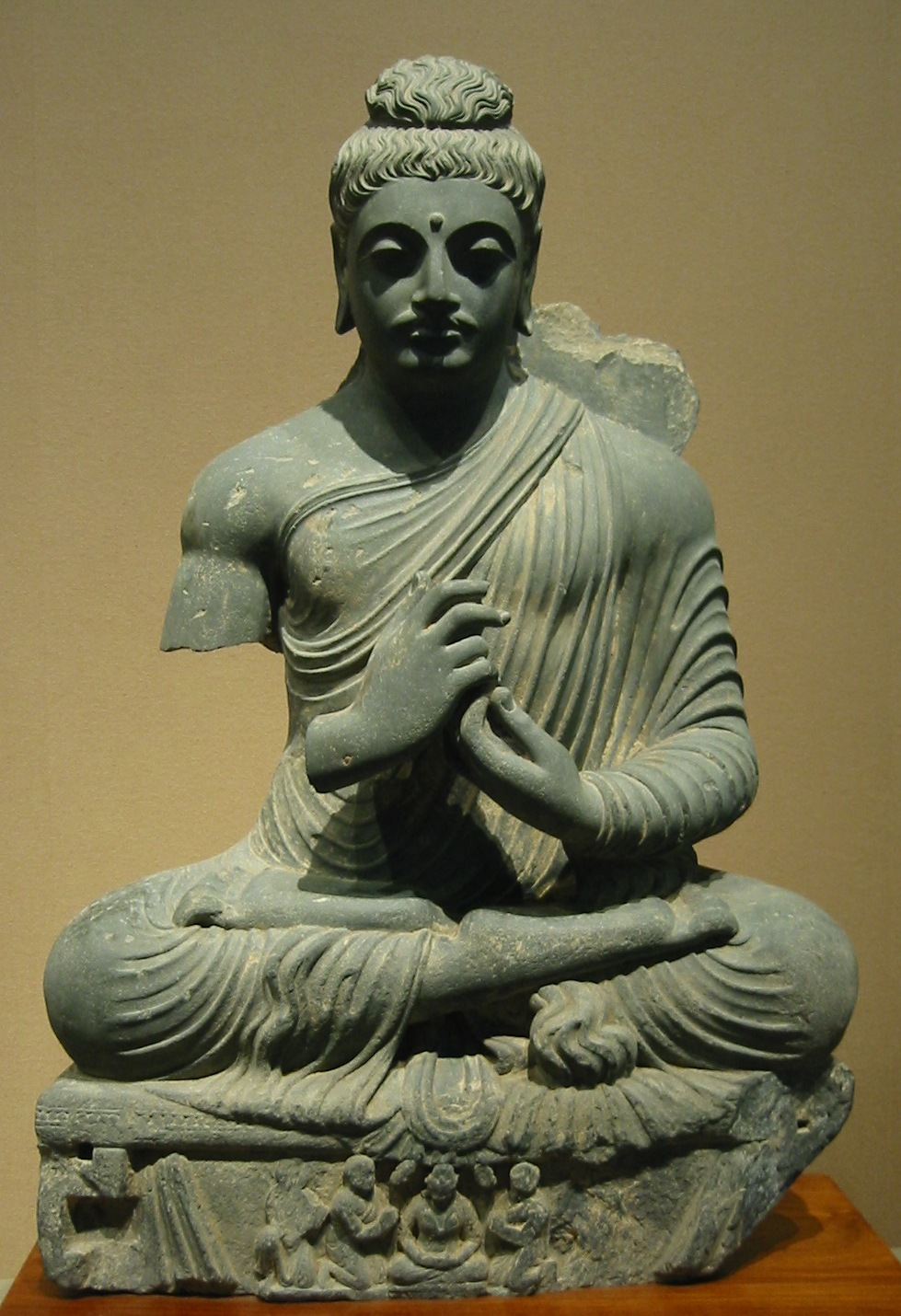
Sitzender Buddha, aus Gandhara, 5. bis 6. Jahrhundert B.E. Tokyo National Museum.

43. Sitzender Buddha, aus Gandhara, 5. bis 6. Jahrhundert B.E. Tokyo National Museum. Seine Augenlider sind gut proportioniert.
44. Die fünf Nerven der Augen sind makellos.
45. Die Spitzen seiner Körperbehaarung sind weder gekrümmt noch abgebogen.
46. Er hat eine abgerundete Zunge.
47. Seine Zunge ist weich und hat eine rosige Färbung.
48. Seine Ohren sind lang wie Lotusblüten.
49. Seine Ohrlöcher sind schön abgerundet.
50. Seine Sehnen und Bänder ragen nicht heraus.
51. Seine Sehnen und Bänder sind tief eingebettet.
52. Sein Haarknoten ist wie eine Krone.
53. Seine Stirn ist in Länge und Breite wohl proportioniert.
54. Seine Stirn ist gerundet und schön.
55. Seine Augenbrauen sind wie ein Bogen gewölbt.
56. Die Haare seiner Augenbrauen sind geordnet.
57. Die Haare seiner Augenbrauen liegen flach an.
58. Die Haare seiner Augenbrauen sind fein.
59. Er hat große Augenbrauen.
60. Seine Augenbrauen erreichen die äußeren Augenwinkel.
61. Seine Haut ist auf seinem ganzen Körper rein.
62. Sein ganzer Körper ist reich an Zeichen des Glücks.
63. Sein Körper ist immer strahlend.
64. Sein Körper ist immer rein wie eine Lotusblüte.
65. Sein Körper ist außerordentlich empfindlich auf Berührung.
66. Sein Körper hat den Duft von Sandelholz.
67. Seine Körperbehaarung ist immer gleichmäßig in der Länge.
68. Seine Körperbehaarung ist sehr fein.
69. Sein Atem ist immer gut.
70. Sein Mund hat immer ein schönes Lächeln.
71. Sein Mund hat den Duft einer Lotusblüte.
72. Sein Haar hat die Farbe von einem dunklen Schatten.
73. Sein Haar duftet.
74. Sein Haar hat den Duft eines weißen Lotus.
75. Sein Haar ist gewellt.
76. Sein Haar wird nicht grau.
77. Sein Haar ist fein.
78. Sein Haar ist entwirrt.
79. Sein Haar hat lange Locken.
80. Er hat einen Haarknoten, als ob er mit einer Blumengirlande gekrönt ist.

## Alternative Darstellungen
Einige Autoren haben angemerkt, dass man aus mindestens zwei Lehrreden im Pali-Kanon entnehmen könne, der Buddha sei wie die Mönche kahlgeschoren gewesen.